# Santa Maria de Seró
Santa Maria de Seró és l'església parroquial de Seró, del municipi d'Artesa de Segre, protegida com a bé cultural d'interès local.

## Descripció

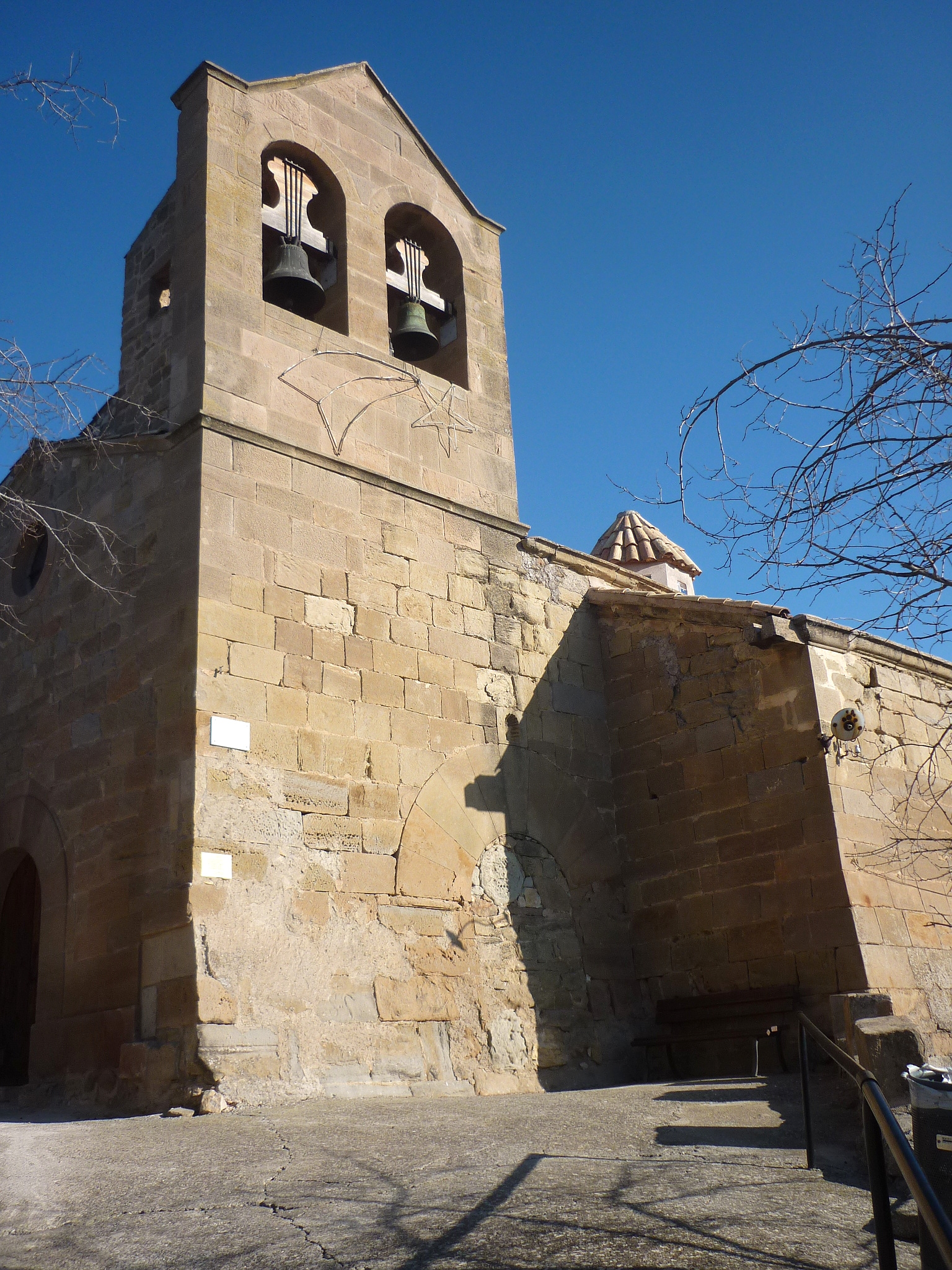
Porta antiga i espadanya

Església molt modificada. De la part romànica resta un portal adovellat de mig punt orientat a migjorn i tapiat, amb restes d'impostes. L'accés es fa per un portal barroc senzill amb rosetó a sobre. Un petit cimbori neoclàssic il·lumina el centre del temple. Un campanar de cadireta amb dues campanes s'aixeca a sobre la porta antiga. Un altre campanar es troba al damunt de la cantonada de llevant i és de secció quadrada.

## Història
L'any 1603 l'església estatja la confraria de Sant Ramon de Penyafort. La data de 1606 es troba gravada en la llinda del casal annex a migjorn, anomenat l'abadia. Fou reformada entre els segles xviii i xix. Data i inscripció de la porta d'entrada: "JHS/1882"